# 발텔리나

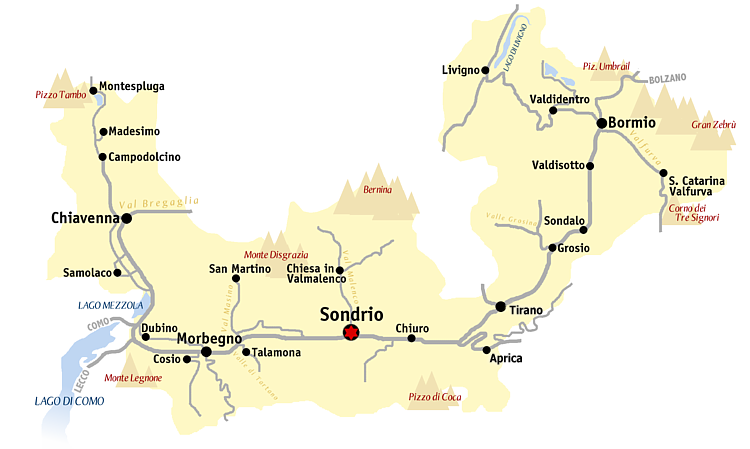
발텔리나가 있는 손드리오현의 지도

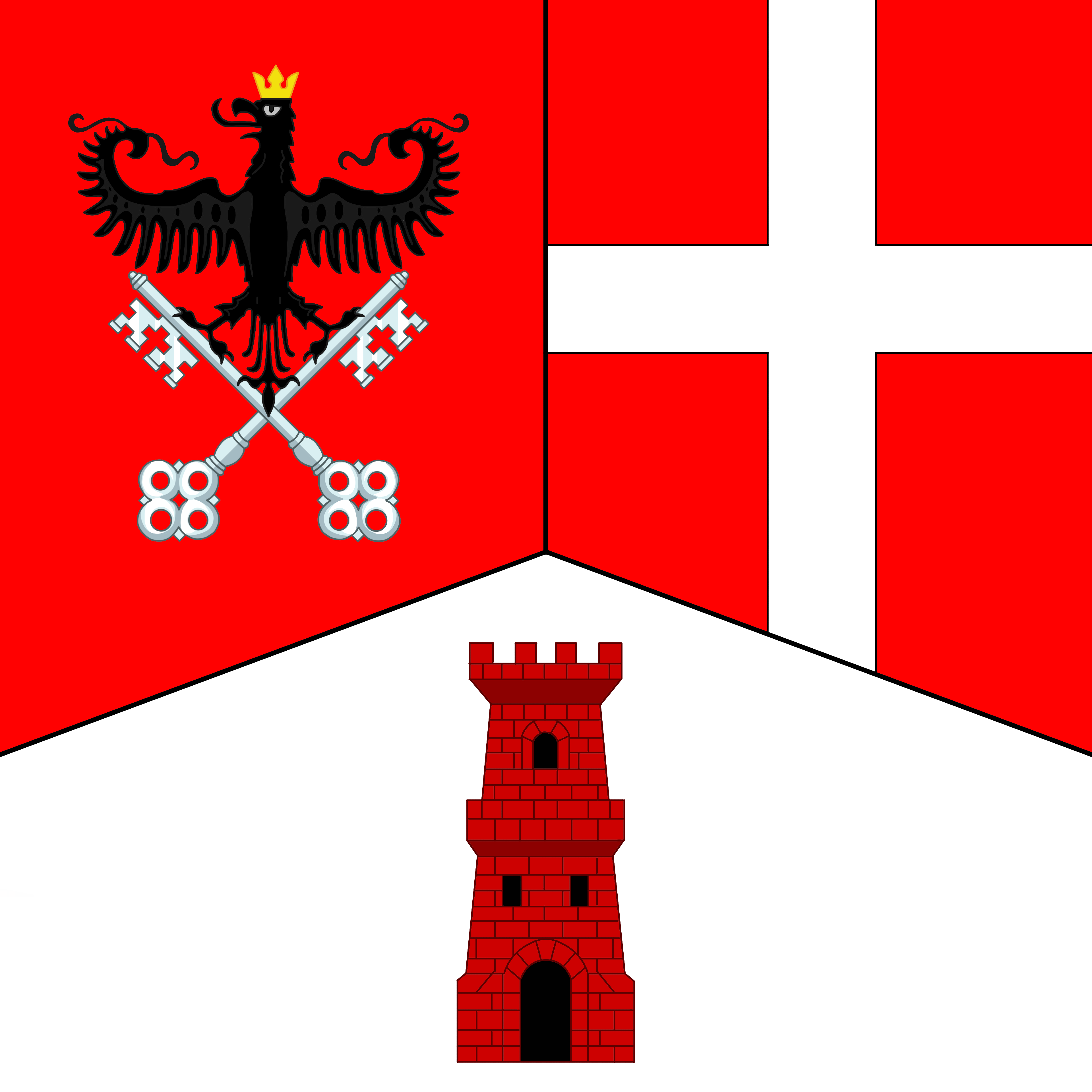
발키아벤나 깃발(상위 왼쪽), 보르미오 (우측) 그리고 발렌티나(아래)

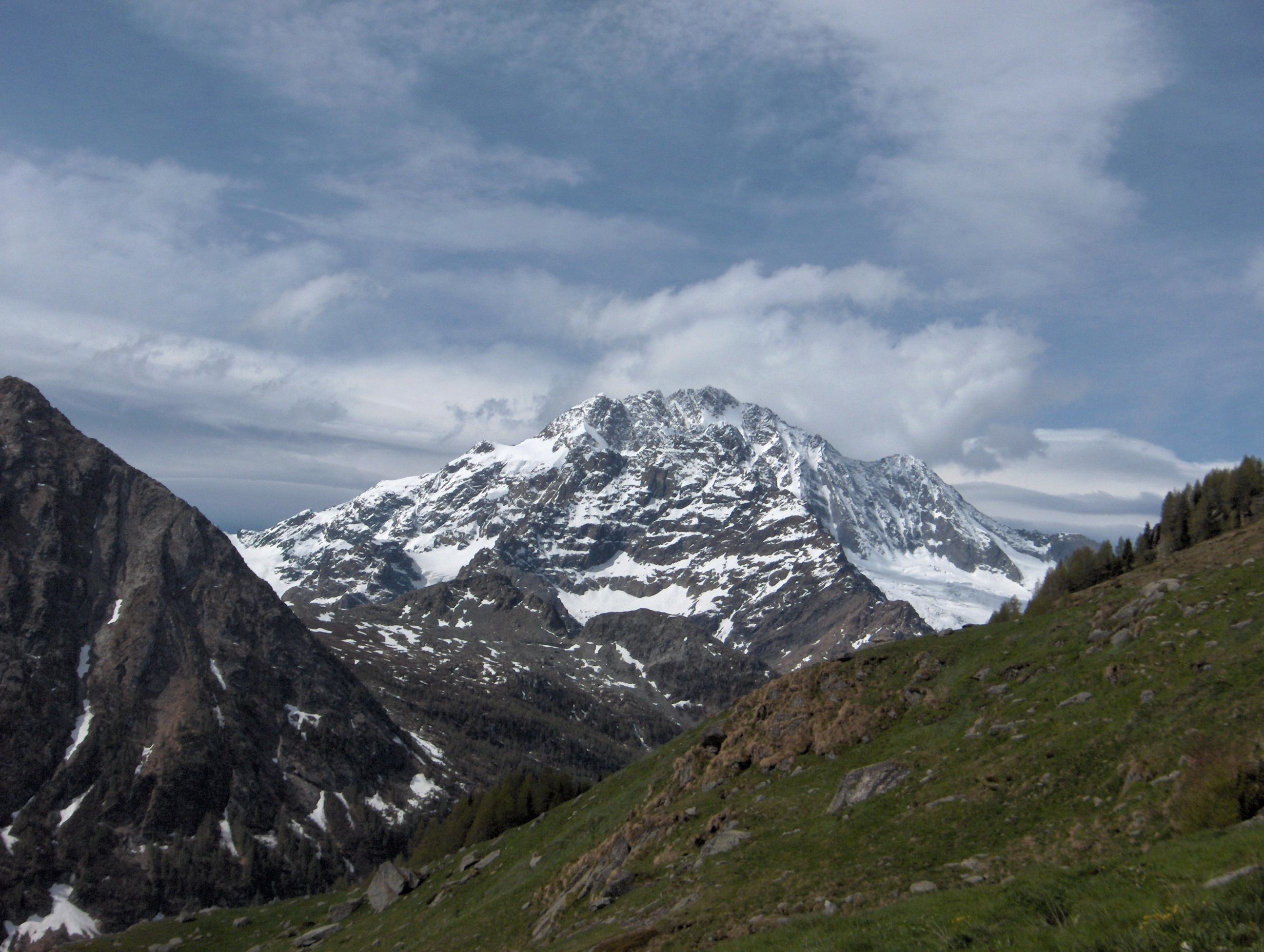
발텔리나 북쪽 몬테디그라지아(3,678m)

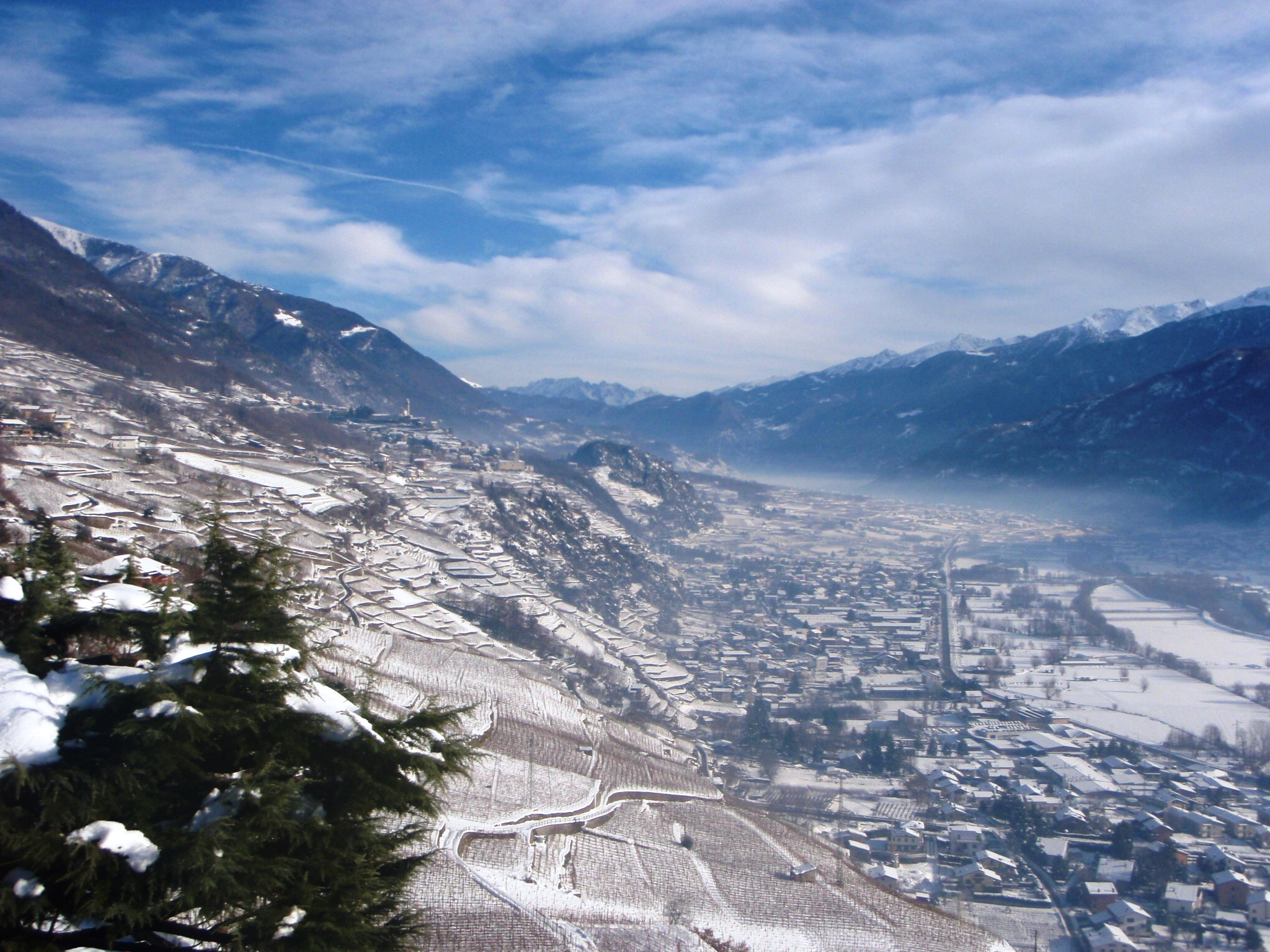
그루멜로성에서 본 발렌티나의 경치

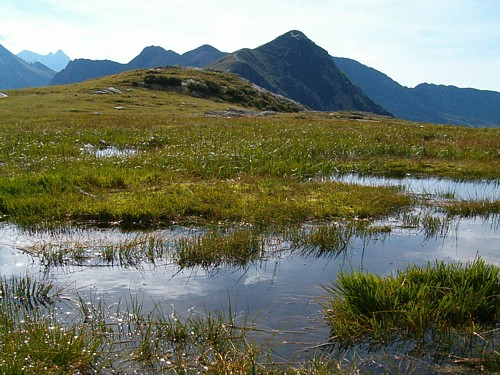
발텔리나 남쪽의 산마르코 고개

발텔리나(Valtellina 또는 Valtelline, Val Telline ; 로만슈어: Vuclina, 롬바르디아어: Valtelina 또는 Valtulina; 독일어: Veltlin; 이탈리아어: Valtellina)는 스위스와 국경을 이루는 이탈리아 북부의 롬바르디아 지역에 있는 계곡이다. 오늘날 그것은 스키 센터, 온천 스파, 브레사올라, 치즈(특히 비토, 비토강의 이름을 따서 명명됨) 및 와인로 유명하다. 지난 세기에 이곳은 북부 이탈리아와 독일 사이의 주요 고산 통로였으며, 발텔리나의 통제권은 특히 스페인 도로의 중요한 부분이었기 때문에 30년 전쟁 동안 많은 관심을 받았다.

## 지리
계곡의 가장 중요한 코무네는 손드리오이다. 다른 주요 센터는 아프리카, 모르베뇨, 티라노, 보르미오 및 리비뇨이다. 리비뇨는 고산 분수령의 북쪽에 있지만 손드리오도에 속하므로 발텔리나의 일부로 간주된다.

## 역사

### 고대와 중세
지역은 로마인에 의해 기원전 16년에 정복되었다. 5세기에 이르러 코모 교구 아래에 약 10개의 파이브(세례당이 있는 시골 교회)로 기독교화되었다. 롬바르드족은 720년 이후 이 지역에 대한 통제권을 얻었지만, 약 50년 후 샤를마뉴는 파리 근처의 생드니 수도원에 계곡을 양도했다. 나중에 계곡은 코모의 주교에게 돌아갔다.

### 근세

1512년-1797년 회색 지역이 있는 3국 연맹 지배를 받은 발키아벤나, 트레 피에비, 발텔리나, 보르미오 지도

16세기, 17세기 및 18세기 동안 발텔리나는 삼동맹(‘회색 동맹’)에 속했으며, 당시에는 스위스로부터 독립한 상호 방위 지역이었지만 지금은 그라우뷘덴의 가장 동쪽에 있는 스위스 주이다. 그라우뷘덴은 독일어, 로만슈어, 롬바르드어와 이탈리아어가 모두 사용되는 지역이므로 16세기 그라우뷘덴주의 통치기간 동안 베틀린, 베스티롤(서티롤) 및 벨쉬 포크타이엔(‘로마의 영지’)으로 알려지게 되었다.
30년 전쟁 동안 발텔리나는 프랑스, 합스부르크 왕가, 지방 당국 간의 치열한 군사 및 외교 투쟁의 무대였으며 1620-1626년 발텔리나 전쟁에서 절정에 달했다. 발텔리나를 통해 롬바르디아와 다뉴브 유역 사이의 통로로 가는 경로에 대한 통제는 이른바 스페인 도로의 일부를 형성했기 때문에 위험에 처했다. 삼동맹의 반합스부르크 군대는 1618년과 1620년 사이에 동맹과 발텔리나의 가톨릭 신자에 대해 다수의 유죄 판결을 내린 법원을 구성했다. 반합스부르크 투시스 궁정의 가혹한 판결은 개신교도들을 계곡에서 몰아내려는 음모로 이어졌다. 음모의 지도자인 플란타 가문의 자코모 로부스텔리는 마드리드, 로마, 파리와 관련이 있었다. 1620년 7월 18/19일 저녁, 오스트리아와 이탈리아군의 지원을 받는 발텔리나 반군이 티라노로 진군하여 개신교도들을 학살하기 시작했다. 그들이 티라노에서 끝났을 때, 그들은 테글리오, 손드리오로 행진했고, 계곡 아래로 더 내려가서 그들이 발견한 모든 개신교도를 죽였다. 500에서 600 사이그날 밤과 다음 4일 동안 사람들이 죽임을 당했다. 이 공격은 거의 모든 개신교도들을 계곡에서 몰아냈고, 개신교도들의 추가 침공을 막았고, 발텔리나를 삼동맹에서 몰아냈다. 발텔리나에서의 살인은 뷘트너 비렌 또는 연맹의 혼란으로 알려진 그라우뷘덴에서의 갈등의 일부였다.
1623년 2월 프랑스, 사보이, 베네치아는 파리 조약에 서명했으며, 이 조약에 서명한 세 나라 모두 발텔리나에 주둔한 스페인 군대를 철수시켜 영토를 재건하는 데 동의했다.

### 18세기와 19세기
1797년 프랑스 제1공화국의 세력이 커지면서 북부 이탈리아에 치살피나 공화국이 탄생했다. 1797년 10월 10일, 프랑스는 그라우뷘덴(프랑스어와 영어로 그리종)에 반대하는 발텔리나의 반란을 지원했고 치살피나 공화국에 합류했다.
1815년 빈 회의 이후 발텔리나는 오스트리아 제국의 구성 땅인 롬바르디아-베네티아 왕국의 일부가 되었다. 1859년에는 롬바르디아와 함께 사르데냐 왕국이 되었고, 마침내 1861년에는 이탈리아 왕국의 일부가 되었다.
19세기 말에 경제적으로 침체된 지역의 만연한 상황과 징집을 기피하는 청년들의 이유로 발텔리나 밖으로 상당한 이주가 있었다. 호주, 특히 서호주는 그러한 이민자들에게 인기 있는 목적지였다.
산업적으로 이 지역은 세계 최초의 간선 전철의 고향으로 유명하다. 페로비아 델라 발텔리나의 전철화는 1902년에 3,600V의 3상 전력을 사용하여 최대 속도 70km/h로 이루어졌다. 이 시스템은 부다페스트에 있는 주요 계약 업체인 간츠(Ganz) 회사에 고용된 뛰어난 헝가리 엔지니어 칼만 칸도(Kálmán Kandó)에 의해 설계되었다.

### 무솔리니와 발텔리나 보루
제2차 세계 대전의 마지막 몇 달 동안 이탈리아 독재자 베니토 무솔리니와 이탈리아 사회 공화국 (RSI)의 다른 완고한 파시스트 지도자들은 발텔리나에서 진격하는 연합군에 맞서 "최후의 저항"을 할 것을 제안했다. 파시스트당 비서관 알레산드로 파볼리니(Alessandro Pavolini)는 1944년 9월 무솔리니와 함께 처음 제기한 이 아이디어의 주요 지지자였다. 그는 계곡이 제1차 세계 대전의 요새로 둘러싸여 있다고 지적했다. 자체 발전 용량(수력 발전)이 있었다. 1944년 마지막 달에 무솔리니 정부는 군수품과 식료품점을 이 지역으로 옮기기 시작했다. 그러나 1945년 1월까지 발텔리나에 입장을 취하기로 한 확고한 결정은 없었다. 루돌프란 대사로 대표되는 독일인 들은 이 아이디어에 반대했다. 3월에 연합군이 포 계곡으로 진격하자 무솔리니의 내각은 이 아이디어를 다시 논의했다. RSI의 군사령관인 로돌포 그라치아니(Rodolfo Graziani) 원수는 전쟁이 이미 진 것이라고 믿었고, 이 계획에 반대했다. 이것은 심각한 군사적 준비가 이루어지지 않았음을 보장한다.
4월 초에 파볼리니는 ‘5만의 서사시’라고 불렀던 계획을 다시 제기하면서 무솔리니가 발텔리나에 입장을 하면 5만 명의 검은셔츠가 그를 따를 것이라고 주장했다. 이때까지 이탈리아에서 군대를 항복시키기 위해 연합군과 협상하고 있던 독일군은 완강히 반대했다. RSI의 외교 차관인 필리포 안푸소(Filippo Anfuso)는 계곡이 이미 당파의 손에 대부분 넘어갔다고 지적했다. 4월 중순까지 발텔리나 계획은 더 이상 현실적인 가능성이 없었다. 무솔리니는 그곳에서 영웅적인 죽음을 꿈꾸는 것을 계속했지만 그 계획은 진지한 지원을 받지 못했다. 무솔리니가 밀라노를 떠날 때4월 25일 북쪽으로 향하는 그는 발텔리나로 가는 것으로 추정되었지만, 그의 의도는 결코 밝혀지지 않았다. 그는 몇몇 사람들에게 독일군과 합류하기 위해 볼차노 지방의 볼 차노로 갈 것이라고 말했다. 어쨌든, 4월 27일 발텔리나에 거의 미치지 못하는 동고에서 파르티잔이 무솔리니를 체포함으로써 파시스트 최후의 저항의 가능성을 종식시켰다.

## 언어
지역 방언은 로만슈어와 롬바르드어가 혼합된 것이었다. 그러나 오늘날에는 이탈리아어와 롬바르드의 발텔리나어 변종만 사용된다.

## 와인
발텔리나에서 와인은 주로 키아베나스카(Nebbiolo 포도 품종의 현지 이름)에서 생산되며 Rossola nera와 같은 다른 소수 품종은 DOC(Denominazione di origine controllata)에 대해 최대 20%, DOC e에 대해 10%가 허용된다. 가란티타 (DOCG). 포도는 12톤 /ha의 수확량으로 제한된다. 완성된 와인은 출시 전 최소 2년(리세르바 병입의 경우 3년) 동안, 최소 11% 알코올 수준으로 숙성되어야 한다. DOCG 와인의 생산량은 헥타르당 최대 8톤으로 더 제한된다. 숙성 요건은 DOC와 동일하지만, DOCG 와인의 최소 알코올 도수는 12%이다.
레드 와인으로 가장 잘 알려진 마을은 그루멜로(Grumello), 사셀라(Sassella), 인페르노(Inferno), 발겔라(Valgella) 및 마로기아(Maroggia)이다. 마을 이름은 일반적으로 레이블에 표시된다. 또한 스포르차토(Sfursat)라는 아마로네(Amarone) 스타일 DOCG 와인이 있다.

## 관광
이 지역의 가장 주목할만한 관광 명소 중 하나는 발텔리나의 티라노 마을과 스위스 그라우뷘덴주의 장크트모리츠를 베르니나 고개를 통해 연결하는 래티셰 철도의 베르니나선(Trenino Rosso)이다. 발텔리나의 산은 스포츠 활동을 위한 수많은 가능성을 제공한다. 보르미오, 아프리카 또는 리비뇨에서 스키와 겨울 스포츠, 같은 위치, 특히 보조 계곡에서 하이킹과 자전거 타기, 발마시노에서 암벽 등반 등의 활동이 있다.
기원전 4천년에서 1천년 사이에 새겨진 5,000개 이상의 조각이 있는 독특한 대형 암석인 루페 마그나는 그로시오의 암각공원에서 찾을 수 있다.

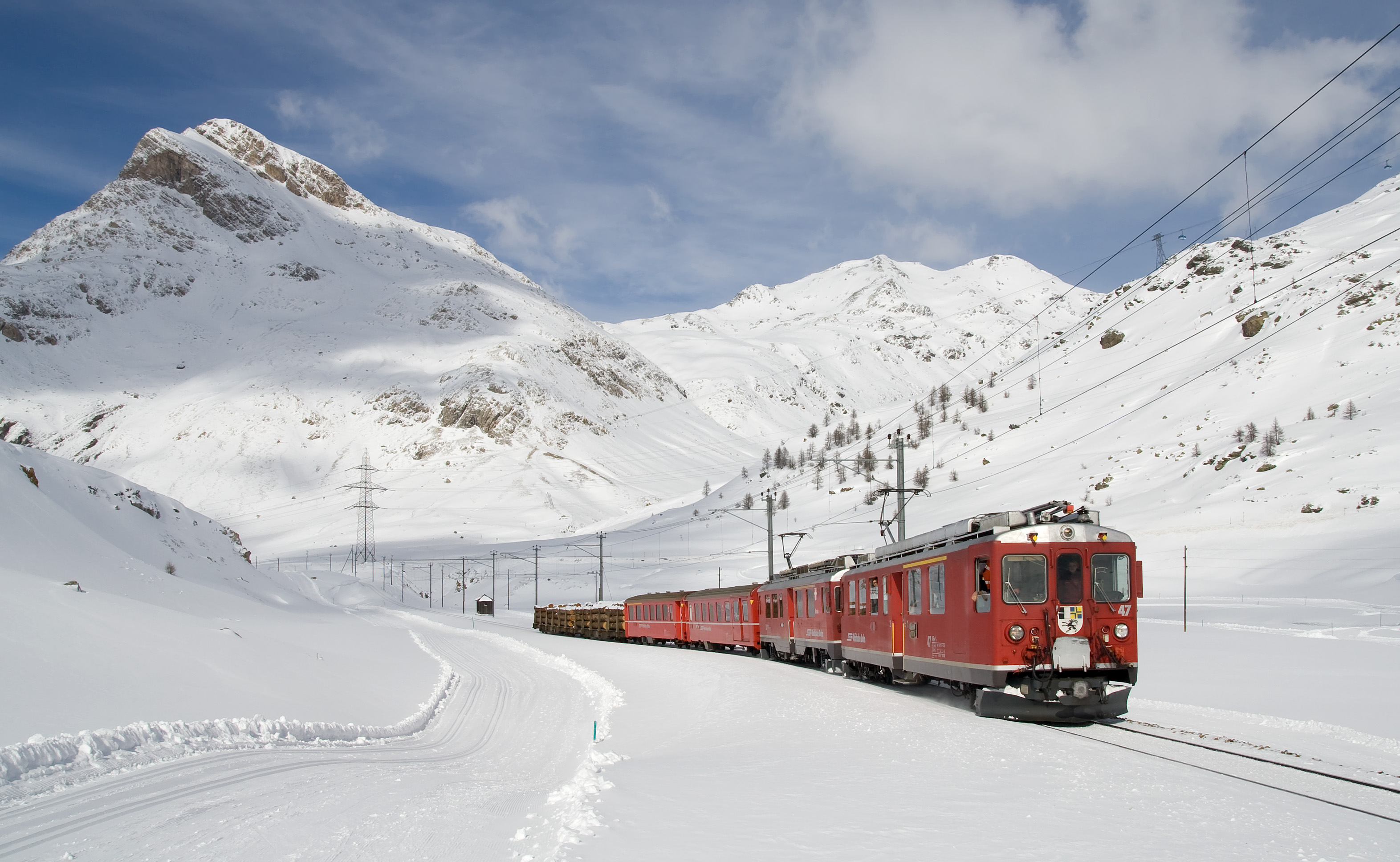
[[래티셰 철도[[ 베르니나선
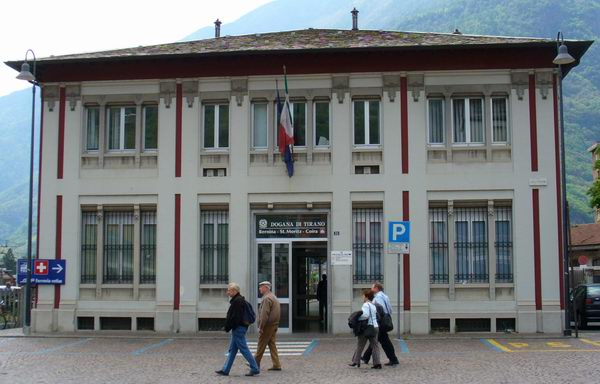
티라노 - 베르니나선 기차역
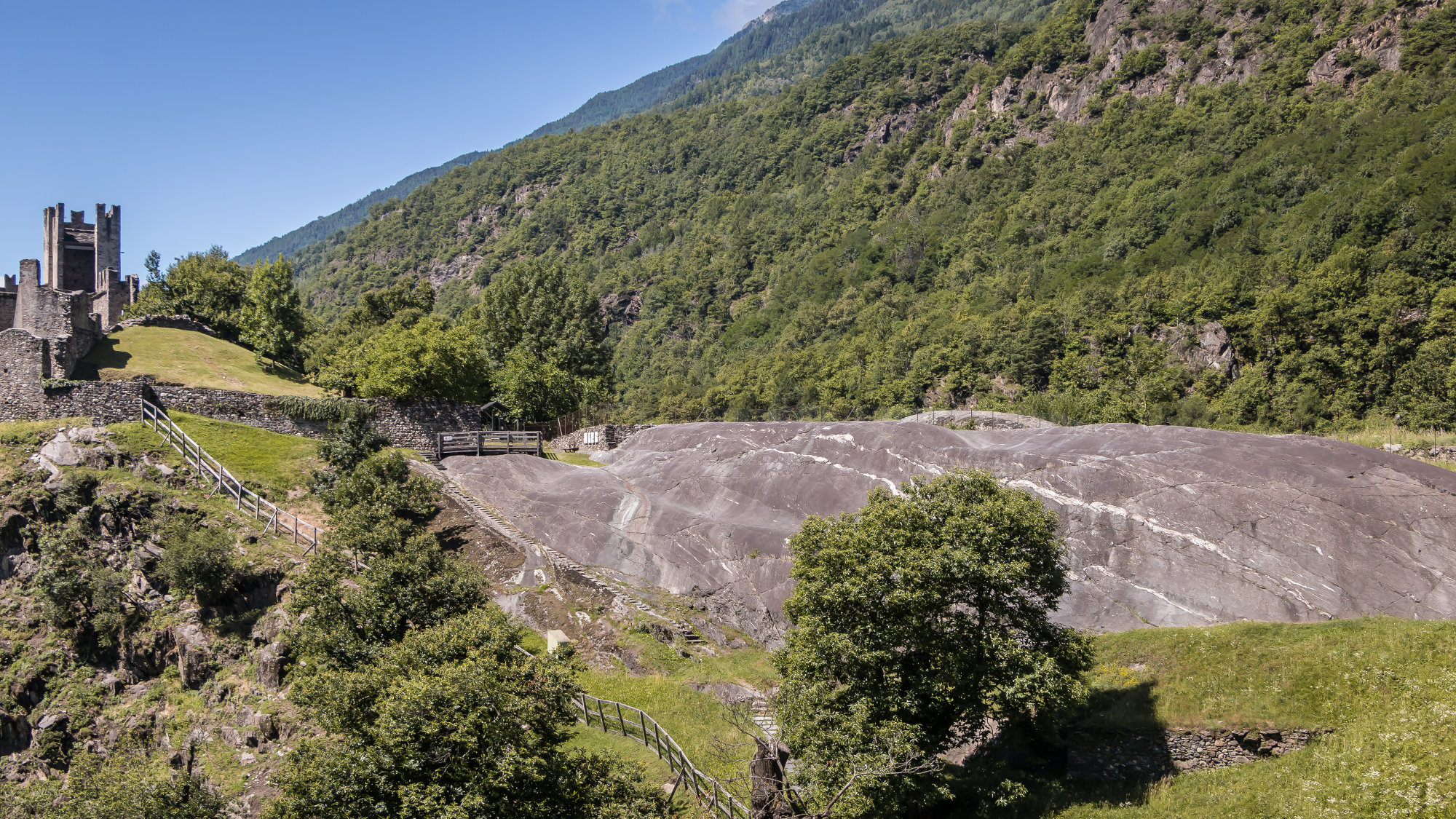
암각공원-그로시오; 루페 마그나
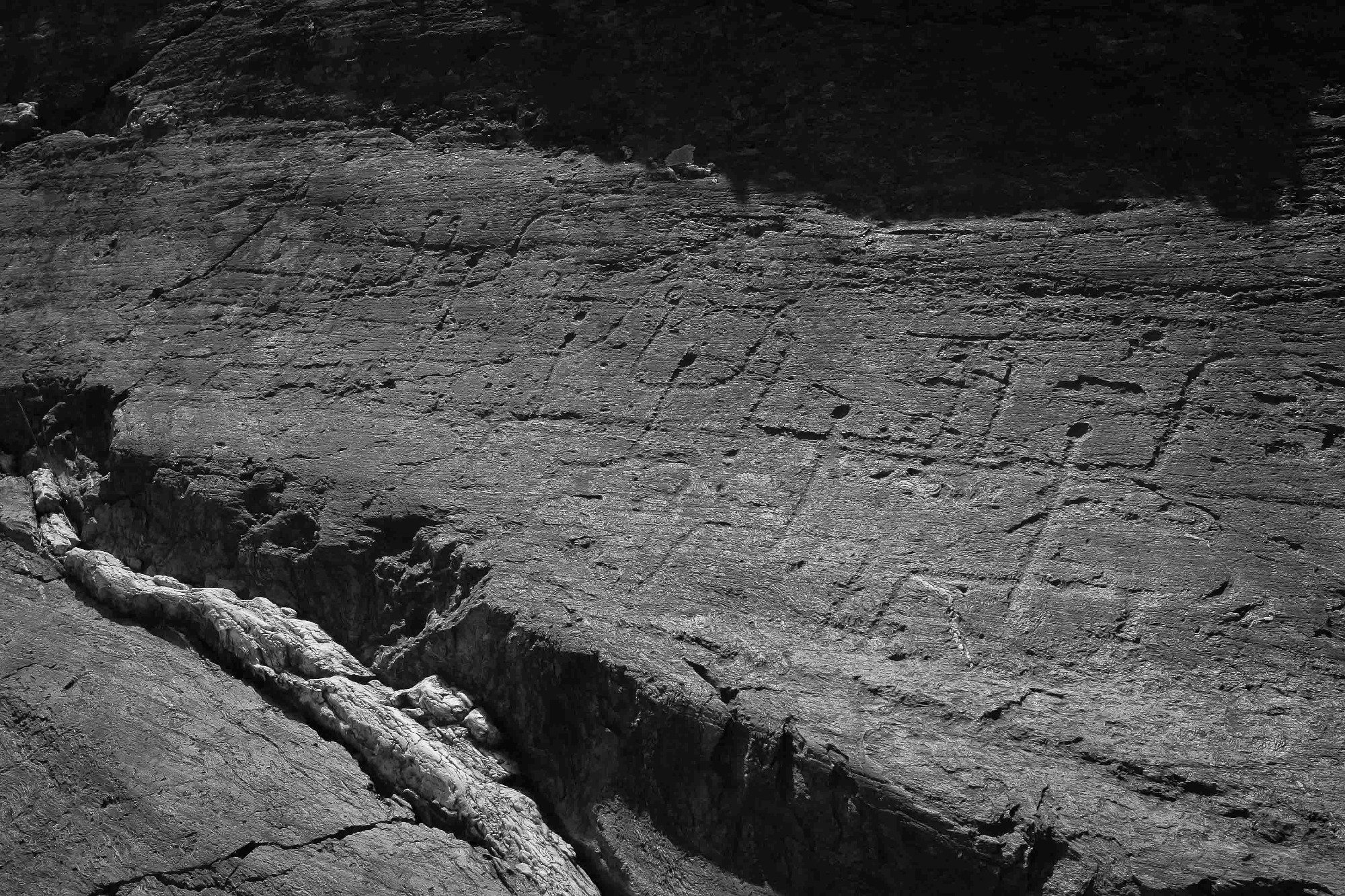
암각공원-그로시오; 루페 마그나

## 발 포스키아보
발 포스키아보의 아래 부분, 티라노의 발텔리나로 내려가는 스위스 그라우뷘덴주의 계곡에서 유사한 와인이 생산되지만, 아펠라시네이션 및 설탕 첨가 허용 또는 챕탈화와 같은 다른 규정에 따라 생산된다.